# ناحية مركز الباب
ناحية مركز الباب إحدى نواحي سوريا تتبع إداريّاً لمحافظة حلب منطقة الباب ومركزها مدينة الباب، بلغ تعداد سكان الناحية 112,219 نسمة حسب التعداد السكاني لعام 2004.

## بلدات وقرى ناحية مركز الباب
أعبد، الباب، بزاعة، سرجة كبيرة، البرج، حدث، حزوان، المقري، مران، النيربية، نعمان، عولان، قباسين، قديران، قمة داغلباش، قبة الشيخ، سفلانية، شعالة، شدود، شيخ علوان، شيخ جراح، الشيخ كيف، سوسيان، سو سنباط، صوران، تل جرجي، تل رحال، أم العمد، وقاح.